# Ikot Ekpene
Ikot Ekpene este un oraș din Nigeria.